# 钱家欢教育基金
钱家欢教育基金是中华人民共和国的一项教育基金，于2013年设立，旨在铭记河海大学岩土工程国家重点学科的主要奠基人钱家欢。

## 基金项目
钱家欢教育基金内设“钱家欢岩土工程奖学金”、“钱家欢励志奖学金”、 “钱家欢奖教金”、 “钱家欢学术交流奖”、 “钱家欢岩土工程讲座” 5个奖励项目。